# Begijnenbos (Kortenaken)
Het Begijnenbos is een bos in Vlaams-Brabant, gelegen nabij de tot de gemeente Kortenaken behorende plaatsen Waanrode en Kersbeek. Het is toegankelijk vanaf de Oude Tiensestraat.

Het bos, dat tussen de 50 en 100 ha meet, is een overblijfsel van een veel groter bos dat tot in de 19e eeuw werd ontgonnen. Het is een oud bos dat voor een belangrijk deel eigendom was van adellijke families, terwijl ook de Begijnen van Diest hier bezittingen hadden. Uiteindelijk ging de naam van de Begijnen over op het hele bos.
Uiteindelijk kwam een deel van het bos in bezit van Natuurpunt.